# Colima Indijanci
 Ovo je glavno značenje pojma Colima Indijanci. Za druga značenja pogledajte Colima.
Colima (Tapas) su ogranak Carare Indijanaca, prema Rivetu (1943), bijahu naseljeni duž istočne strane Magdalene od ušća Rio Negra, na sjever do zemlje plemena Carare, duž Rio Negra na jug do zemlje plemena Panche i uz rijeku Pacho do zemlje Chibcha, Kolumbija. Dijelili su se na glavna plemena Murca, Caparrapí, Marpapí i Curipa. Jezično su pripadali porodici Cariban.

## Vanjske poveznice
- (engl.) A Note on Panche, Pijao, Pantagora (Palenque), Colima and Muzo